# Religião na África
A Religião em África é diversificada. A maioria dos africanos são adeptos do cristianismo e islamismo. Muitos também praticam as religiões tradicionais africanas.
Em 2002, os cristãos eram 45% da população africana, e os muçulmanos 40,6%.

## Visão geral
O Norte da África tem uma maioria muçulmana há vários séculos, contudo a África subsaariana viveu uma dramática mudança religiosa no século XX. Em 1900, cristãos (9%) e muçulmanos (14%) eram uma minoria na África subsaariana, ao passo que 76% da população seguia religiões tradicionais africanas. Muitas dessas religiões foram trazidas para as Américas por meio do comércio de escravos e deram origem às religiões afro-americanas, como o candomblé e a umbanda no Brasil, a santeria em Cuba e o vodu no Haiti.
Ao longo do século XX, com a penetração da colonização europeia no interior do continente, muitos africanos abandonaram suas crenças ancestrais e se converteram sobretudo ao cristianismo, mas também houve crescimento do islamismo. Em 2010, os seguidores de religiões tradicionais africanas perfaziam 13% na África subsaariana, entrementes cristãos (57%) e muçulmanos (29%) formavam a maioria. Porém, de forma sincrética, muitos africanos ainda guardam influências das religiões ancestrais, como na crença do poder protetivo de amuletos (no Brasil conhecidos como balangandãs). 27% dos africanos subsaarianos acreditam que sacrifícios de animais para os espíritos ou para os ancestrais os protegem de coisas más (25% dos cristãos e 30% dos muçulmanos creem nisso).
A África subsaariana é uma das regiões mais religiosas do mundo: mais de 80% da população afirma que a religião é muito importante nas suas vidas. Em comparação, na Europa Ocidental, apenas cerca de 20% dizem o mesmo.

## Cristianismo
Projeta-se que, num futuro próximo, a maior parte dos cristãos no mundo estarão na África subsaariana. Em 2010, a maior parte dos cristãos estavam na Europa (25,5%) e na América Latina (24,5%) e 23,9% em África. Em 2050, calcula-se que 38,1% dos cristãos estarão em África, com redução da participação da Europa (15,6%) e da América Latina (22,8%). Em 1910, apenas 1,4% dos cristãos estavam na África subsaariana

## Hinduísmo
O hinduísmo em África é relativamente recente, em comparação com a história do Islã, o Cristianismo ou Judaísmo. No entanto, a presença de seus praticantes na África remonta aos tempos pré-coloniais, até a época medieval.

## Islão
O islão tem adeptos em toda a África. É a religião predominante na África do Norte, e também predominante na África Ocidental (sobretudo na Costa do Marfim, norte de Gana, sudoeste e norte da Nigéria), no Nordeste de África e ao longo da costa da África Oriental.

## Religião tradicional
A tradicional religião africana engloba uma grande variedade de crenças tradicionais. Tradicionais costumes religiosos são, por vezes, partilhados por muitos Africanos, mas são geralmente exclusivo para grupos étnicos específicos. Muitos Africanos cristãos e muçulmanos mantêm alguns aspectos de suas religiões tradicionais.

## Outras religiões
Outras religiões são praticadas em África, incluindo o zoroastrismo, rastafarianismo, raelianismo, wicca, druidismo, e Nova Era.

## Estimativas
| Região           | Total população (2006) | % Cristão | % Muçulmano | % Tradicional | % Hindu | % Bahai | % Judeu | % Agnóstico | % Outros |
| ---------------- | ---------------------- | --------- | ----------- | ------------- | ------- | ------- | ------- | ----------- | -------- |
| África Central   | 118,735,099            | 81.25%    | 9.64%       | 7.98%         | 0.1%    | 0.38%   | 0.0%    | 0.57%       | 0.19%    |
| África Oriental  | 302,636,533            | 63.87%    | 21.83%      | 13.09%        | 0.49%   | 0.35%   | 0.0%    | 0.0%        | 0.44%    |
| Norte de África  | 209,948,396            | 9.0%      | 87.6%       | 2.2%          | 0.0%    | 0.0%    | 0.0%    | 1.1%        | 0.1%     |
| África Austral   | 50,619,998             | 82.0%     | 2.2%        | 9.7%          | 2.1%    | 0.7%    | 0.1%    | 2.7%        | 0.3%     |
| África Ocidental | 274,271,145            | 35.70%    | 48.13%      | 15.73%        | 0.0%    | 0.07%   | 0.0%    | 0.31%       | 0.06%    |
| Região           | Total população        | % Cristão | % Muçulmano | % Tradicional | % Hindu | % Bahai | % Judeu | % Agnóstico | % Outros |